# Paliativo (informática)
Un paliativo, generalmente definido en el sector Informático como un método temporal o solución alternativa, es una solución que se emplea cuando el camino tradicional no funciona. Este tipo de soluciones se usan para superar inconvenientes de programación, implementación, hardware o comunicación, y suelen mantenerse hasta que el problema se corrija o en algunos casos quedan aplicadas ya que son tanto o más efectivas que la solución completa.
También se suele dar este tipo de soluciones cuando algún software tiene un error conocido (bug) pero hasta que se publique una nueva versión que lo arregle, los usuarios encuentran formas alternativas de realizar lo mismo saltándose el paso que provoca el error.
Ejemplo: Cuando un archivo es adjuntado a un correo electrónico, el archivo puede ser modificado en forma no deseada por programas o sistemas operativos en el origen, en el destino o puntos o intermedios. Una solución “paliativo” para este problema sería usar un programa diferente cliente de correo electrónico para enviar el mensaje.
El uso abusivo de soluciones alternativas puede dar lugar a fallos posteriores en el sistema, por ejemplo al afrontar un problema en una biblioteca, como el retorno de un valor erronéo, el paliativo puede alterar el normal funcionamiento del programa que espera el viejo comportamiento incorrecto de la biblioteca.